# Lago di Campotosto
Lago di Campotosto – sztuczny zbiornik wodny położony w środkowych Włoszech w regionie Abruzja w prowincji L’Aquila o powierzchni 14 km².

## Geografia
Jezioro zajmuje powierzchnię 14 km² przy zlewni wynoszącej 45 km² i znajduje się 1317,5 m n.p.m. (najwyższy punkt zlewni znajduje się 2155 m n.p.m.). Maksymalna głębokość jeziora wynosi 35 m przy objętości wynoszącej 0,218 km³. Temperatura wody wiosną wynosi około 6 °C przy przejrzystości wynoszącej 1,5 m. Zimą jezioro prawie w całości zamarza.

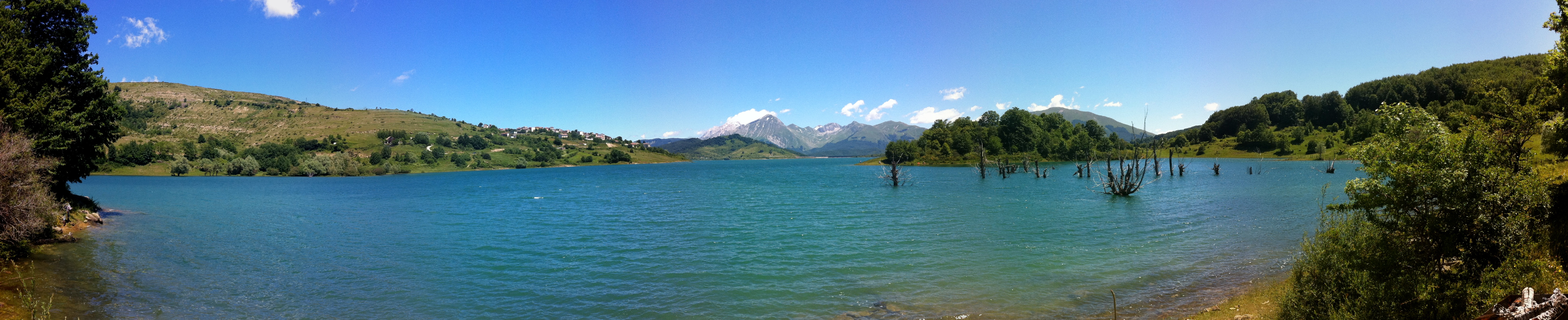
Panorama Lago di Campotosto

Jezioro od 15 marca 1984 tworzy rezerwat przyrody, a od 1991 wchodzi w skład Parku Narodowego Gran Sasso i Monti della Laga. Leży w sumie na obszarze trzech gmin: Campotosto, Capitignano, L’Aquila pomiędzy masywem górskim Gran Sasso i łańcuchem Monti della Laga.
Zbiornik powstał na przełomie lat 30. i 40. poprzedniego wieku w wyniku budowy tam Poggio Cancelli, Sella Pedicate i Rio Fucino. Jezioro jest łatwo dostępne w większości z kamiennym brzegiem, poziom wody może się okresowo zmieniać w wyniku otwierania tam.

## Fauna

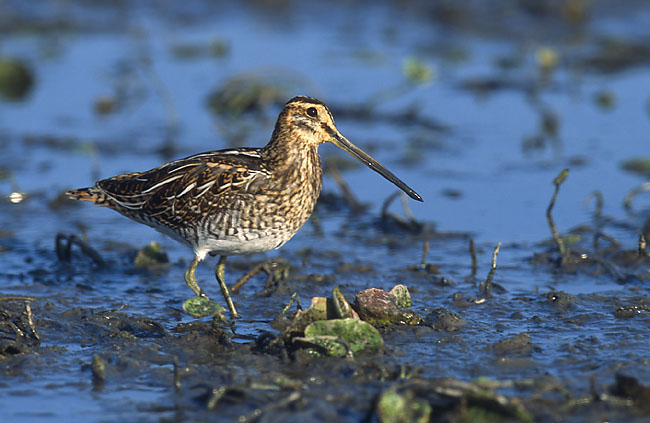
Bekas kszyk występujący na terenie jeziora.

Z ryb zamieszkujących wody jeziora można wyróżnić takie jak: pstrągi, pstrągi tęczowe, okonie, szczupaki, karpie, liny czy ukleje.
Obszar jeziora jest domem wielu gatunków ptaków (około 140), zimą i jesienią z uwagi na migracje ich obecność wzrasta do 5000–7000 sztuk, główne są to gatunki: łyska zwyczajna, głowienka zwyczajna, cyraneczka zwyczajna, świstun zwyczajny oraz krzyżówka. Z mniej licznych takie jak: krakwa, płaskonos zwyczajny, rożeniec zwyczajny, podgorzałka zwyczajna czy ohar.
Z innych ptaków zaobserwowanych w bliskiej okolicy jeziora warto wyróżnić: pluszcz zwyczajny, perkoz dwuczuby, trznadel zwyczajny, głuszek, nagórnik zwyczajny, gąsiorek, gil zwyczajny, gąsiorek czy lelek zwyczajny. Z ptaków drapieżnych można zaobserwować takie jak orzeł przedni, krogulec, jastrząb zwyczajny czy rybołów zwyczajny.